# Cratí d'Atenes
|  | Per a altres significats, vegeu «Cratí d'Atenes el jove». |

Cratí d'Atenes (en grec antic Κρατῖνος Kratinos) fou un poeta còmic grec de la vella comèdia que va viure 97 anys, principalment en el segle V aC. Hauria nascut el 519 aC, i va morir no gaire després del 422 aC. Se suposa que la seva primera victòria en competicions literàries va ser cap el 437 aC, quan ja tenia uns 80 anys, però havia compost obres molts abans (i probablement va guanyar el seu primer premi vers el 450 aC). Era famós per les seves virulentes sàtires contra les figures públiques de la seva època, com ara Pèricles, o la seva concubina Aspasia. Va satiritzar també els poetes tràgics i lírics a Εὐνεῖδαι (Euneides). Aristòfanes, de qui era contemporani, va lloar les seves obres, però també el va criticar i satiritzar, presentant-lo com un borratxo. Però Cratí va escriure Πυτίνη (la botella), on agafava el guant de la broma d'Aristòfanes i es presentava ell mateix com un borratxo, dubtós entre les Muses i Melopea (borratxera) Aquesta obra va guanyar el primer premi, el 423 aC. En tercer lloc van quedar Els núvols d'Aristòfanes. En total va obtenir nou premis.
Els seus drames atribuïts, dels que no se'n conserva cap, són: Γλαῦκος, Θράσων, Ἥρωες, Ἰίαδες, Κρήσσαι, Ψηφίσματα, i Ἀλλοτριογνώμονες. Altres presenten alguna dificultat: Ἀρχίλοχοι (448 aC), Βουκόλοι, Δηλιάδες, Διδασκαλίαι, Δραπετίδες, Ἐμπιπράμενοι o Ἰδαῖοι, Εὐνεῖδαι, Θρᾷτται, Κλεοβουλῖναι, Δάκωνες, Μαλθακοί, Νέμεσις, Νόμοι, Ὀδυσσεῖς, Πανόπται, Πυλαία, Πλοῦτοι, Πυτινη, Σάτυροι, Σερίφιοι, Τροφώνιος, Χειμαζόμενοι (425 aC), Χείρωνες, i Ὧραι.